# فريدريش وولف
فريدريش وولف (بالألمانية: Friedrich Wolf )‏ (و. 1888 – 1953 م) هو كاتب، وكاتب طبي، وسياسي، ودبلوماسي، وكاتب سيناريو، وكاتب مسرحي من ألمانيا الشرقية، ولد في نويفيد، توفي عن عمر يناهز 65 عاماً، بسبب نوبة قلبية.

## مناصب
تولى منصب ambassador of East Germany to Poland ‏ (1948–1950)، وسفير.

## التعليم
تعلم في جامعة بون.

## الخدمة العسكرية
خدم في الألوية الدولية.

## جوائز
حصل على جوائز منها:
- وسام النجمة الحمراء
- الجائزة الوطنية لجمهورية ألمانيا الديمقراطية.

## وصلات خارجية
- فريدريش وولف على موقع IMDb (الإنجليزية)
- فريدريش وولف على موقع مونزينجر (الألمانية)
- فريدريش وولف على موقع ميوزك برينز (الإنجليزية)
- فريدريش وولف على موقع قاعدة بيانات برودواي على الإنترنت (الإنجليزية)
- فريدريش وولف على موقع قاعدة بيانات الأفلام السويدية (السويدية)
- فريدريش وولف على موقع ديسكوغز (الإنجليزية)
- فريدريش وولف على موقع قاعدة بيانات الفيلم (الإنجليزية)